# Hockey su pista nel 1940-1949

## Contesto storico
Tutta l'attività hockeistica risente, come tutti gli sport, delle vicissitudini della seconda guerra mondiale.
Sul finire del decennio riparte il campionato del mondo con il Portogallo dominatore della scena mondiale.
Da segnalare nel 1944 la prima edizione della coppa del Generalissimo in Spagna.

## 1940
- Campionato tedesco:  Norimberga
- National Cup inglese:  Herne Bay RHC
- Campionato italiano:  Pubblico Impiego
- Campionato portoghese:  CF Benfica
- Campionato svizzero:  Montreux

## 1941
- Campionato tedesco:  Norimberga
- National Cup inglese:  Herne Bay RHC
- Campionato italiano:  Pubblico Impiego
- Campionato portoghese:  CF Benfica
- Campionato svizzero:  Montreux

## 1942
- Campionato francese:  Biarritz e  Lione
- Campionato tedesco:  Norimberga
- National Cup inglese:  Herne Bay RHC
- Campionato italiano:  Pubblico Impiego
- Campionato portoghese:  Paço de Arcos
- Campionato svizzero:  Zurigo RSC

## 1943
- Campionato francese:  Stade Bordelais
- National Cup inglese:  Herne Bay RHC
- Campionato portoghese:  CF Benfica
- Campionato svizzero:  Montreux

## 1944
- Campionato francese:  Bordeaux
- National Cup inglese:  Herne Bay RHC
- Campionato portoghese:  Paço de Arcos
- Coppa del Generalissimo:  Espanyol
- Campionato svizzero:  Montreux

## 1945
- Campionato francese:  Biarritz
- National Cup inglese:  Herne Bay RHC
- Campionato italiano:  Triestina
- Campionato portoghese:  Paço de Arcos
- Coppa del Generalissimo:  Unión Barcellona
- Campionato svizzero:  Montreux

## 1946
- Campionato francese:  Biarritz
- National Cup inglese:  Herne Bay RHC
- Campionato italiano:  Novara
- Campionato portoghese:  Paço de Arcos
- Coppa del Generalissimo:  Reus Ploms
- Campionato svizzero:  Montreux

## 1947
- Campionato mondiale 1947:  Portogallo (Valevole anche come Campionato Europeo)
- Campionato francese:  Gazinet-Cestas
- Campionato tedesco:  SSRC Stoccarda
- National Cup inglese:  Herne Bay RHC
- Campionato italiano:  Novara
- Campionato dei Paesi Bassi:  Marathon
- Campionato portoghese:  Paço de Arcos
- Coppa del Generalissimo:  Espanyol
- Campionato svizzero:  Montreux

## 1948
- Campionato mondiale 1948:  Portogallo (Valevole anche come Campionato Europeo e come Coppa delle Nazioni)
- Campionato francese:  ASPTT Bordeaux
- Campionato tedesco:  SSRC Stoccarda
- National Cup inglese:  Herne Bay RHC
- Campionato italiano:  Edera Trieste
- Campionato portoghese:  Paço de Arcos
- Coppa del Generalissimo:  Espanyol
- Campionato svizzero:  Montreux

## 1949
- Campionato mondiale 1949:  Portogallo (Valevole anche come Campionato Europeo)
- Campionato francese:  ASPTT Bordeaux
- Campionato tedesco:  Walsum
- National Cup inglese:  Herne Bay RHC
- Campionato italiano:  Novara
- Campionato portoghese:  Sintra
- Coppa del Generalissimo:  Espanyol
- Campionato svizzero:  Montreux

## Nazionale Italiana
Dopo otto anni nel 1947 riparte l'attività della nazionale azzurra.

### Risultati stagione 1947
| Lisbona 18 maggio 1947 | Italia | 7 – 2 | Svizzera |  |

| Lisbona 19 maggio 1947 | Italia | 4 – 3 | Belgio |  |

| Lisbona 20 maggio 1947 | Francia | 1 – 0 | Italia |  |

| Lisbona 21 maggio 1947 | Portogallo | 3 – 2 | Italia |  |

| Lisbona 22 maggio 1947 | Italia | 4 – 3 | Inghilterra |  |

| Lisbona 23 maggio 1947 | Spagna | 4 – 3 | Italia |  |

### Risultati stagione 1948
| Montreux 24 marzo 1948 | Inghilterra | 3 – 2 | Italia |  |

| Montreux 25 marzo 1948 | Belgio | 2 – 8 | Italia |  |

| Montreux 26 marzo 1948 | Italia | 3 – 0 | Spagna |  |

| Montreux 27 marzo 1948 | Italia | 8 – 3 | Svizzera |  |

| Montreux 27 marzo 1948 | Francia | 3 – 7 | Italia |  |

| Montreux 28 marzo 1948 | Italia | 1 – 3 | Portogallo |  |

| Montreux 29 marzo 1948 | Egitto | 0 – 7 | Italia |  |

| Montreux 29 marzo 1948 | Italia | 15 – 0 | Paesi Bassi |  |

### Risultati stagione 1949
| Lisbona 28 maggio 1949 | Italia | 12 – 0 | Paesi Bassi |  |

| Lisbona 29 maggio 1949 | Italia | 7 – 3 | Svizzera |  |

| Lisbona 30 maggio 1949 | Belgio | 3 – 1 | Italia |  |

| Lisbona 31 maggio 1949 | Italia | 5 – 1 | Francia |  |

| Lisbona 1º giugno 1949 | Portogallo | 5 – 2 | Italia |  |

| Lisbona 2 giugno 1949 | Inghilterra | 4 – 4 | Italia |  |

| Lisbona 3 giugno 1949 | Spagna | 2 – 4 | Italia |  |